# حمل ميكانيكي
الحمل، في الميكانيكا، هو المقاومة الميكانيكية الخارجية ضد التأثير الذي تحدثه الآلة مثل المحرك أو الموتور. يمكن لهذا الحمل أن يُمثل بمنحنى القوة ضد السرعة.

## المركبة
على سبيل المثال، سيارة تسير على طريق له ميل معين فهو يمثل حمل والذي على الموتور أن يتعامل معه. مقاومة الهواء تزيد عند زيادة السرعة لذلك الموتور يعطي عزم أعلى عند السرعات العالية للوصول للسرعة المطلوبة. بالنقل إلى ترس أعلى فعندئذ نحصل على عزم أكبر وسرعة أقل والعكس يحدث عند النقل لترس أصغر. زيادة السرعة ترفع من الحمل وتقليل السرعة يقلل الحمل.

## المضخة
يعتمد الحمل الواقع على المضخة على الارتفاع الذي تعمل ضده وعلى حجمها.

## المروحة
الأعتبارات نفسها يتم تطبيقها على المروحة. راجع قوانين التقارب (Affinity laws).